# Années de jeunesse
Pour plus de détails, voir Fiche technique et Distribution.
Années de jeunesse (The Happy Years) est un film américain réalisé par William A. Wellman, sorti en 1950.

## Fiche technique
- Titre original : The Happy Years
- Titre français : Années de jeunesse
- Réalisation : William A. Wellman
- Scénario : Harry Ruskin (en) d'après le roman d'Owen Johnson (en)
- Direction artistique : Cedric Gibbons et Daniel B. Cathcart
- Photographie : Paul Vogel
- Montage : John D. Dunning
- Musique : Leigh Harline
- Société de production : Metro-Goldwyn-Mayer
- Pays d'origine : États-Unis
- Couleur : Technicolor
- Format :  1,37:1
- Genre : comédie romantique
- Durée : 110 minutes
- Date de sortie : 1950

## Distribution
- Dean Stockwell : John Humperdink « Dink » Stover
- Darryl Hickman : « Tough » McCarty
- Scotty Beckett : « Tennessee » Shad
- Leon Ames : Samuel H. Stover - Sr.
- Margalo Gillmore : Maude Stover
- Leo G. Carroll : The Old Roman
- George Chandler : Johnny